# Mesoleius subcoriaceus
Mesoleius subcoriaceus är en stekelart som beskrevs av Gabriel Strobl 1903. Mesoleius subcoriaceus ingår i släktet Mesoleius och familjen brokparasitsteklar. Inga underarter finns listade i Catalogue of Life.